# Marco Méndez
Marco Méndez  (Uruapan, Michoacán,1976. október 1. –) mexikói színész, modell.

## Élete
Marco Méndez 1976. október 1-én született Uruapanban. karrierjét 2001-ben kezdte. 2004-ben a Rubí, az elbűvölő szörnyetegben Luis Duarte szerepét játszotta. 2010-ben Fabián szerepét játszotta A szerelem diadala című sorozatban. 2011-ben Estebánt alakította a Megkövült szívek című telenovellában.

## Filmográfia

### Telenovellák
- La doble vida de Estela Carrillo (2017) .... Asdrúbal Guerrero
- Sueño de amor (2016) .... Oscar
- Szeretned kell! (Pasión y poder) (2015) .... Agustín Ornelas
- Las bandidas (2013) .... Alonso Cáceres
- Amit a szív diktál (Porque el amor manda) (2012-2013) .... Diego Armando Manriquez
- Megkövült szívek (La que no podía amar) (2011-2012) .... Esteban
- A szerelem diadala (Triunfo del amor) (2010-2011) .... Fabián Duarte
- A szerelem tengere (Mar de amor) (2010) .... Dr. David Bermúdez
- Los exitosos Pérez (2009-2010) .... Diego Planes
- Kedves ellenség (Querida enemiga) (2008) .... Bruno Palma
- Muchachitas como tú (2007) .... Joaquín Barboza
- Ugly Betty (2006) .... Guy
- La verdad oculta (2006) .... Carlos Ávila
- A vadmacska új élete (Contra viento y marea) (2005) .... Renato Alday
- Mujer de madera (2004) .... Alberto
- Rubí, az elbűvölő szörnyeteg (Rubí) (2004) .... Luis Duarte López
- Amar otra vez (2004) .... Gonzalo
- A szerelem ösvényei (Las vías del amor) (2002-2003) .... Óscar Méndez
- Salomé (2001-2002) .... León

### Film
- Amor a ciegas (2002)